# Autoroute A14 (Italie)
Pour les articles homonymes, voir A14.
L'autoroute italienne A14 dite aussi Bologna-Taranto ou Autostrada Adriatica est le second axe méridien (nord-sud) de la péninsule italienne, s'étendant sur 744 km.
Elle part de Bologne, où l'intersection avec l'A1 et le premier tronçon du périphérique de Bologne s'avère l'un des nœuds de communication les plus fréquentés d'Italie. Après avoir reçu la circulation qui vient de l'A13, elle traverse la Romagne centrale (Forlì) et d'ouest (Rimini), puis suit toute la côte de la mer Adriatique en passant par Pesaro, Ancône, Pescara (où elle se raccorde avec les autoroutes A24 et A25) Ortona, Lanciano et Termoli. Entrée dans les Pouilles, elle traverse le Tavoliere delle Puglie du nord au sud et parvient à Foggia. Après avoir été rejointe par l'A16 (Naples-Canosa), elle revient suivre la côte adriatique jusqu'à Bari. De là, elle s'incline vers le sud pour finir à Tarente.
Dans son premier tronçon, il faut mentionner les sorties importantes de Imola, Faenza, Forlì et Césène ainsi que la déviation vers Ravenne pour l'accès aux zones industrialisées. La sortie d'Imola est célèbre pour l'Autodromo Enzo e Dino Ferrari où ont lieu le Grand Prix automobile de Saint-Marin de Formule 1 et les Grands Prix de motocyclisme.
Inaugurée en 1966 jusqu'à Forlì, gérée par la société Autostrade per l'Italia, elle a été et reste une des « routes des vacances » desservant la Riviera de Romagne et ses principales localités (Rimini, Riccione, Cesenatico, Cattolica etc.) et ensuite toutes les localités de villégiature des Marches, des Abruzzes, du Molise et des Pouilles.
Son parcours le long de la côte adriatique, aujourd'hui presque entièrement à quatre voies, est caractérisé par de continuelles montées et descentes, de nombreux tunnels et viaducs. 
Comme curiosité, on peut mentionner, près de Bisceglie, une aire de service, nommée Dolmen, où l'on peut admirer et visiter un monument funéraire (dolmen) typique de la préhistoire.  